# Nelson Rebolledo
Nelson Arnoldo Rebolledo Tapia (Santiago, Chile, 14 de noviembre de 1985) es un exfutbolista chileno que Jugaba de defensa.

## Trayectoria
Formado en las divisiones inferiores de Cobreloa pasaría al primer equipo durante el Apertura 2005 donde debutaría para luego volver a las series cadetes. A la temporada siguiente pasaría a las filas de Curicó Unido contratado por su excompañero de equipo Nelson Tapia, durante este torneo marcaría su primer gol como profesional, ante Deportes Temuco, el día 12 de marzo, en partido válido por la segunda fecha del campeonato de la Primera B 2006. Durante este paso jugaría casi todos los partidos del torneo.
Para la temporada 2007 no sería tomado en cuenta por la dirigencia de los curicanos fichando por San Luis de Quillota para luego volver a primera defendiendo los colores de Huachipato. Con los acereros comenzaría a tomar notoriedad en el fútbol chileno destacando tanto en su equipo con en la liga teniendo buenas campañas durante más de tres años. Su buen rendimiento haría que los grandes de la capital chilena intentaran hacerse con sus servicios siendo la Universidad de Chile quien lo tomaría como refuerzo para el Clausura 2011.
Con los universitarios lograría los primeros títulos de su carrera, incluyendo la obtención de la Copa Sudamericana 2011, pese a esto pasaría en calidad de préstamo a O'Higgins de su ciudad natal para después mantener esta condición en otros dos equipos, Deportes Iquique y AC Barnechea.
Para la Primera B 2015/16 regresaría a defender a Curicó Unido donde lograría consolidarse como uno de los jugadores importantes del club al conseguir un subcampeonato y el título durante la temporada siguiente que significaría el ascenso a la división de honor permaneciendo por casi cuatro años con los torteros. Luego de perder la titularidad en su equipo quedaría en calidad de jugador libre fichando por el Santiago Wanderers.
En 2020 llega a Rangers de Talca solicitado por el técnico rangerino Luis Marcoleta, quién lo conocía desde su estadía en Curicó. En el club talquino sin embargo no consigue una regularidad, sobre todo durante la segunda mitad del campeonato, donde juega muy pocos partidos y no es titular en ninguno. A principios del 2021 ficha por Deportes Copiapó
El 7 de febrero de 2023, y luego de diversos días de comentarios al respecto, Rangers de Talca confirma el regreso de Rebolledo para la temporada venidera.

## Selección nacional
Fue convocado por primera vez a la Selección de fútbol sub-23 de Chile para el Torneo Esperanzas de Toulon 2008, dirigida por Marcelo Bielsa, que también era el entonces entrenador de la selección adulta. Chile fue subcampeón del torneo, luego de ser derrotado en la final por la selección de Italia.
Luego de su participación en el torneo juvenil sería llamado nuevamente por Marcelo Bielsa pero esta vez para ser parte de la Selección de fútbol de Chile que disputaría partidos amistosos sin llegar a debutar.
En 2011 sería parte de una selección "Sub-25" dirigida por Claudio Borghi para enfrentar en dos duelos a la Selección de México Sub-22 disputando los dos partidos como titular sin ser reemplazado.

## Estadísticas

### Clubes
| Club                         | Div.       | Temporada  | Liga  | Liga  | Copas nacionales | Copas nacionales | Torneos internacionales | Torneos internacionales | Total | Total |
| Club                         | Div.       | Temporada  | Part. | Goles | Part.            | Goles            | Part.                   | Goles                   | Part. | Goles |
| ---------------------------- | ---------- | ---------- | ----- | ----- | ---------------- | ---------------- | ----------------------- | ----------------------- | ----- | ----- |
| Cobreloa · Chile             | 1.ª        | 2005       | 1     | 0     | —                | —                | —                       | —                       | 1     | 0     |
| Cobreloa · Chile             | Total club | Total club | 1     | 0     | 0                | 0                | 0                       | 0                       | 1     | 0     |
| Curicó Unido · Chile         | 2.ª        | 2006       | 33    | 2     | —                | —                | —                       | —                       | 33    | 2     |
| Curicó Unido · Chile         | 2.ª        | 2015-16    | 28    | 6     | 4                | 1                | —                       | —                       | 32    | 7     |
| Curicó Unido · Chile         | 2.ª        | 2016-17    | 27    | 5     | 2                | 0                | —                       | —                       | 29    | 5     |
| Curicó Unido · Chile         | 1.ª        | 2017       | 14    | 2     | 6                | 2                | —                       | —                       | 20    | 4     |
| Curicó Unido · Chile         | 1.ª        | 2018       | 12    | 0     | 2                | 0                | —                       | —                       | 14    | 0     |
| Curicó Unido · Chile         | Total club | Total club | 114   | 15    | 10               | 3                | 0                       | 0                       | 124   | 18    |
| San Luis de Quillota · Chile | 2.ª        | 2007       | 35    | 0     | —                | —                | —                       | —                       | 35    | 0     |
| San Luis de Quillota · Chile | Total club | Total club | 35    | 0     | 0                | 0                | 0                       | 0                       | 35    | 0     |
| Huachipato · Chile           | 1.ª        | 2008       | 38    | 5     | 1                | 0                | —                       | —                       | 39    | 5     |
| Huachipato · Chile           | 1.ª        | 2009       | 19    | 0     | 1                | 0                | —                       | —                       | 20    | 0     |
| Huachipato · Chile           | 1.ª        | 2010       | 25    | 6     | 5                | 1                | —                       | —                       | 31    | 7     |
| Huachipato · Chile           | 1.ª        | 2011       | 13    | 0     | —                | —                | —                       | —                       | 13    | 0     |
| Huachipato · Chile           | Total club | Total club | 95    | 11    | 7                | 1                | 0                       | 0                       | 102   | 12    |
| Universidad de Chile · Chile | 1.ª        | 2011       | 10    | 0     | 3                | 0                | 4                       | 0                       | 17    | 0     |
| Universidad de Chile · Chile | 1.ª        | 2013       | —     | —     | —                | —                | —                       | —                       | 0     | 0     |
| Universidad de Chile · Chile | 1.ª        | 2014-15    | —     | —     | 1                | 0                | —                       | —                       | 1     | 0     |
| Universidad de Chile · Chile | Total club | Total club | 10    | 0     | 4                | 0                | 4                       | 0                       | 18    | 0     |
| O'Higgins · Chile            | 1.ª        | 2012       | 21    | 0     | 4                | 0                | —                       | —                       | 25    | 0     |
| O'Higgins · Chile            | Total club | Total club | 21    | 0     | 4                | 0                | 0                       | 0                       | 25    | 0     |
| Deportes Iquique · Chile     | 1.ª        | 2013-14    | 20    | 0     | 9                | 0                | —                       | —                       | 29    | 0     |
| Deportes Iquique · Chile     | Total club | Total club | 20    | 0     | 9                | 0                | 0                       | 0                       | 29    | 0     |
| AC Barnechea · Chile         | 1.ª        | 2014-15    | 13    | 0     | —                | —                | —                       | —                       | 13    | 0     |
| AC Barnechea · Chile         | Total club | Total club | 13    | 0     | 0                | 0                | 0                       | 0                       | 13    | 0     |
| Santiago Wanderers · Chile   | 2.ª        | 2019       | 8     | 0     | —                | —                | —                       | —                       | 8     | 0     |
| Santiago Wanderers · Chile   | Total club | Total club | 8     | 0     | 0                | 0                | 0                       | 0                       | 8     | 0     |
| Rangers de Talca · Chile     | 2.ª        | 2020       | 13    | 0     | —                | —                | —                       | —                       | 13    | 0     |
| Rangers de Talca · Chile     | Total club | Total club | 13    | 0     | 0                | 0                | 0                       | 0                       | 13    | 0     |
| 1. 2. 3.                     |            |            |       |       |                  |                  |                         |                         |       |       |

### Resumen estadístico
| Competición       | Partidos | Goles |
| ----------------- | -------- | ----- |
| Primera División  | 186      | 2     |
| Primera B         | 155      | 24    |
| Copa Chile        | 34       | 4     |
| Copa Sudamericana | 4        | 0     |
| Total             | 355      | 30    |

## Palmarés

### Títulos nacionales
| Título           | Club                 | País  | Año     |
| ---------------- | -------------------- | ----- | ------- |
| Primera División | Universidad de Chile | Chile | 2011-C  |
| Copa Chile       | Deportes Iquique     | Chile | 2013/14 |
| Primera B        | Curicó Unido         | Chile | 2016/17 |
| Primera B        | Santiago Wanderers   | Chile | 2019    |

### Títulos internacionales
| Título            | Club                 | País  | Año  |
| ----------------- | -------------------- | ----- | ---- |
| Copa Sudamericana | Universidad de Chile | Chile | 2011 |